# 水島協同病院
水島協同病院は、倉敷医療生活協同組合が岡山県倉敷市水島地区に設置する病院。倉敷医療生活協同組合の中核病院であり、日本を代表する貿易港及び日本有数の工場地帯を有する倉敷市水島地区最大の病院である。年間救急搬入数2800件(2022年度)。臨床研修指定病院。病床数は倉敷市内では川崎医科大学附属病院、倉敷中央病院に次ぎ第3位。

## 概要
正式名称は「水島協同病院」。公益財団法人日本医療機能評価機構認定病院。全日本民主医療機関連合会（民医連）に加盟している。愛称または略称などは、｢水協｣もしくは｢協同病院｣。

## 沿革
- 1953年8月：水島医療生活協同組合創立（組合員302名）
- 1953年10月：水島診療所開設（職員3名）
- 1956年4月：水島協同組合病院開設（25床）、水島診療所廃止
- 1958年6月：水島協同組合病院増築工事完成（55床）
- 1963年4月：協同病院に名称変更、第１期工事完成（170床）
- 1966年8月：協同病院、第２期工事完成（258床）
- 1974年1月：人工透析開始
- 1977年1月：水島協同病院に名称変更
- 1977年11月：「倉敷市医療生活協同組合」に名称変更
- 1982年10月：CT導入
- 1985年4月：内科教育関連病院
- 1985年11月：新築移転「総合病院水島協同病院」（320床）
- 1986年5月：「倉敷医療生活協同組合」に名称変更
- 1987年4月：倉敷市入院助産施設となる
- 1987年10月：ICU施設開設（1991年閉鎖）
- 1989年10月：シネアンギオ導入
- 1993年3月：特Ⅲ看護基準取得
- 1996年5月：MRI導入
- 1997年12月：外来オーダリング開始
- 1999年4月：厚生省臨床研修指定病院
- 2001年1月：マルチヘリカルCT設置
- 2002年10月：体外衝動破砕装置導入
- 2003年5月：入院電子カルテ導入
- 2003年9月：倉敷医療生活協同組合全事業所で「ISO9001：2000」取得
- 2003年11月：2対1看護基準取得
- 2004年10月：みずしま診療所開設・外来機能分離、医薬分業開始、外来電子カルテ導入
- 2005年11月：総合病院水島協同病院増改築工事完成、282床に減床（個室74室）透析34床
- 2005年12月：マンモグラフィ検診施設画像認定
- 2006年10月：さくらんぼ助産院開設
- 2007年7月：一般病棟7対1入院基本料
- 2008年7月：DPC対象病院
- 2009年1月：ＭＲＩ更新（1.5テスラ）
- 2009年4月：画像システム（PACS）導入
- 2010年3月：透析室拡張（55床:一般48､外来個室1､透析可能病床6）
- 2010年7月：透析中央監視・透析液清浄化システム導入
- 2010年9月：内視鏡ファイリングシステム導入
- 2011年3月：透析室拡張（67床:一般60､外来個室1､透析可能病床6）
- 2013年10月：水島協同病院・みずしま診療所統合（みずしま診療所廃止）
- 2013年12月：卒後臨床研修評価機構（JCEP）認定病院
- 2014年7月：透析可能病床増床（12床）
- 2014年10月：非常用電源高架・多系統化・連動化
- 2015年5月：シネアンギオ装置更新
- 2016年3月：体外衝撃波結石破砕装置更新
- 2016年11月：地域連携・患者サポートセンター開設
- 2017年7月：核医学検査装置（RI）更新
- 2019年2月：新版電子カルテ導入
- 2019年4月：無料低額診療開始
- 2024年4月：水島協同病院に名称変更
- 2024年11月：MRI更新

## 特定看護師、専門看護師、認定看護師等
- 創傷管理特定看護師:1名
- 皮膚・排泄ケア認定看護師:2名
- 慢性呼吸器疾患看護認定看護師:1名
- 摂食・嚥下障害認定看護師:1名
- 透析看護認定看護師:1名
- 認知症看護認定看護師:1名
- 感染制御実践看護師:1名
- 3学会合同呼吸療法認定士:数名
- 心不全療養指導士:1名
- 急性期ケア専門士:2名
- CPAP療法士:2名

## 診療科
- 内科
- 神経内科
- 呼吸器科(呼吸器内科)
- 消化器科(消化器内科、胃腸内科)
- 循環器科(循環器内科)
- 腎臓内科
- 糖尿病内科(代謝内科)
- 外科
- 整形外科
- 脳神経外科
- 乳腺外科
- 精神科

- 小児科
- 皮膚科
- 泌尿器科
- 産婦人科
- 眼科
- リウマチ科
- リハビリテーション科
- 放射線科
- 麻酔科
- 救急科

## 医療機関の認定
- 保険医療機関
- 労災保険指定医療機関
- 指定自立支援医療機関（更生医療）
- 指定自立支援医療機関（精神通院医療）
- 身体障害者福祉法指定医の配置されている医療機関
- 精神保健指定医の配置されている医療機関
- 生活保護法指定医療機関(中国残留邦人等の円滑な帰国の促進並びに永住帰国した中国残留邦人等及び特定配偶者の自立の支援に関する法律に基づく指定医療機関を含む。)
- 結核指定医療機関
- 原子爆弾被爆者一般疾病医療取扱医療機関
- 公害医療機関
- 臨床研修病院
- 特定疾患治療研究事業委託医療機関
- DPC対象病院

## 差額ベッド代について
病院の理念により、差額ベッド料（個室料）を徴収していない。

## 関連施設
- さくらんぼ助産院　（岡山県倉敷市水島南春日町2-28）
- 玉島協同病院（倉敷医療生活協同組合が設置）
- コープリハビリテーション病院（倉敷医療生活協同組合が設置）

## 交通アクセス
- JR山陽本線「倉敷駅」からのアクセス
  - 水島臨海鉄道水島本線「弥生駅」または「栄駅」下車徒歩約10～15分
  - 両備バス 市役所・吉岡・古城池経由霞橋行き

水島協同病院前行き､倉敷芸術科学大学行きの､いずれかに乗車「水島共同病院前」停下車で正面

## 周辺
- 水島郵便局
- 小ざくら保育園
- 倉敷市立水島中学校
- トマト銀行 水島支店
- 水島公民館
- 水島児童館
- 倉敷市 水島支所
- 岡山県警水島警察署